# Beit Bialik

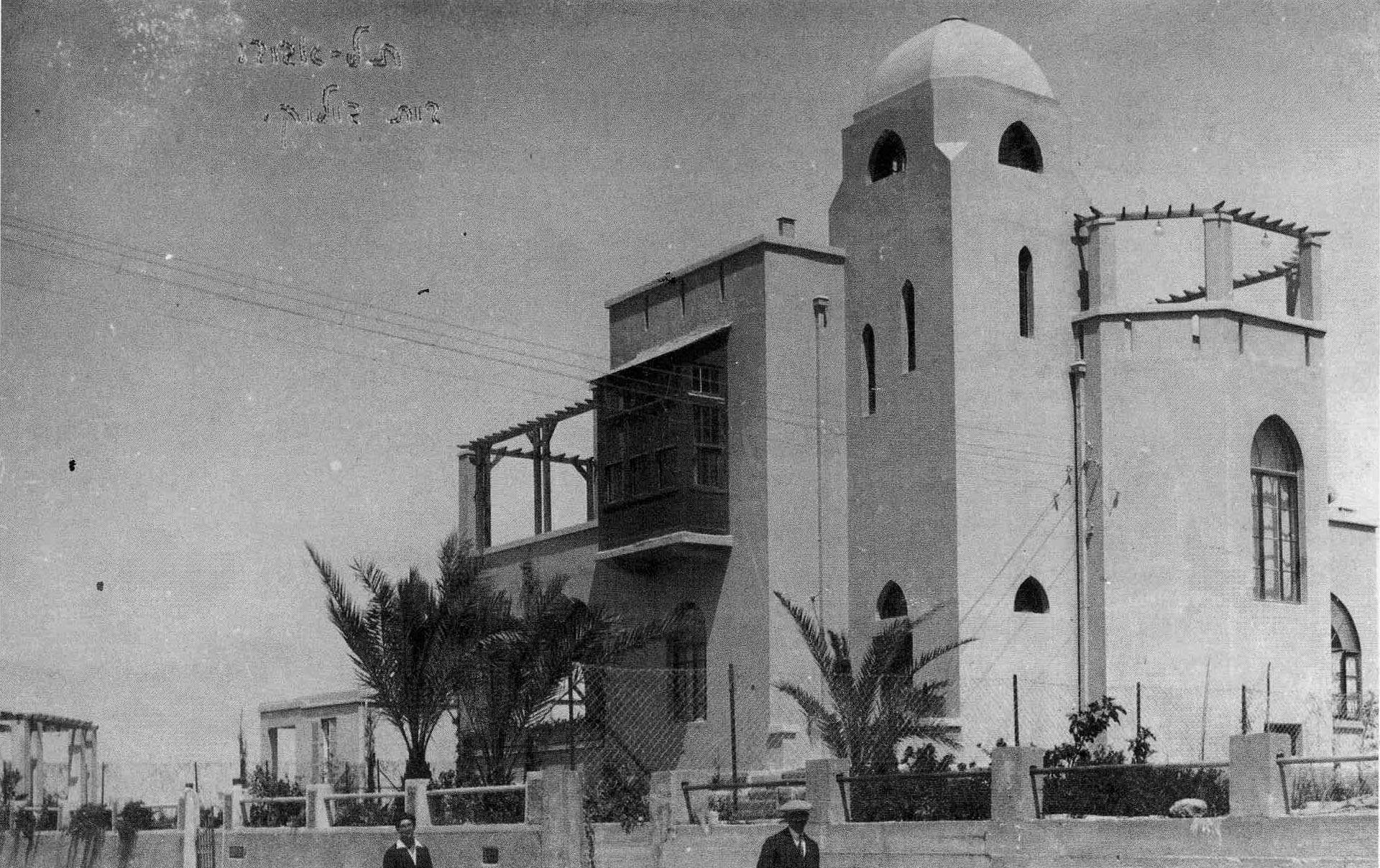
Beit Bialik, midden jaren '20.

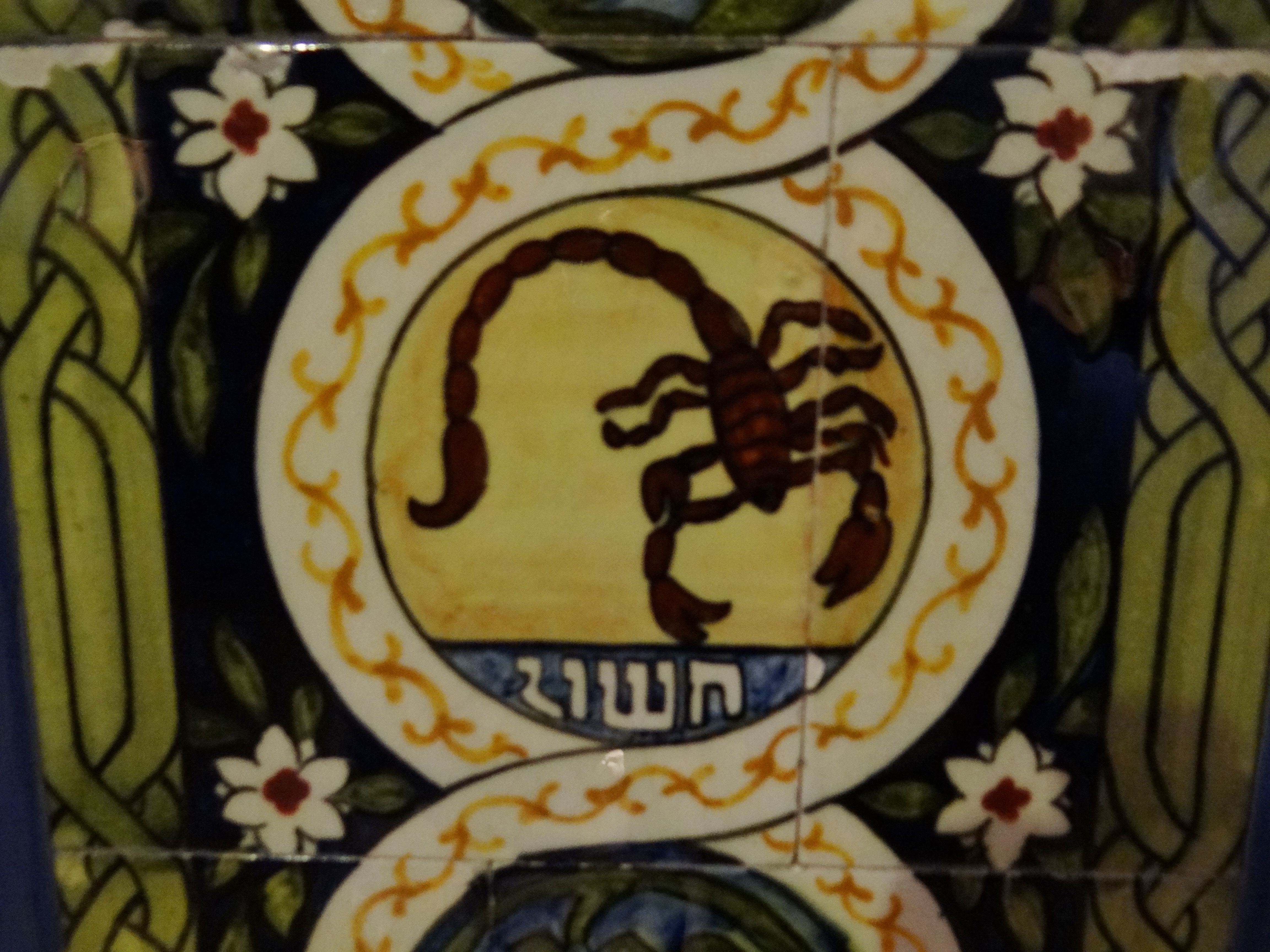

Beit Bialik (Hebreeuws: בית ביאליק), ook bekend onder de naam Bialik House, was het huis van de Hebreeuwse nationale dichter Chajiem Nachman Bialik in het centrum van Tel Aviv, Israël. Het is gevestigd in de Bialik Street en wordt vandaag de dag gebruikt als museum.

## Geschiedenis
Bialik had een speciale band met Tel Aviv en kocht er een stuk grond voordat hij zich in maart 1924 in Palestina vestigde. De locatie was een zandgebied dat uitkwam op Allenby Street, niet ver van het latere gemeentehuis. De ceremonie van de eerstesteenlegging werd gehouden in aanwezigheid van Bialiks goede vrienden, onder wie essayist en prominent zionist Ahad Ha'am, een inwoner van Tel Aviv sinds 1922. Het huis werd gebouwd onder toezicht van Eliezer Kaplan, later Israëls eerste minister van Financiën.
Naast schrijver, dichter, vertaler en uitgever was Bialik ook een prominente figuur in de samenleving van Tel Aviv. In het kader hiervan ontving hij op maandag- en donderdagmiddag gasten bij hem thuis.
Kort voor zijn dood in 1934 verliet Bialik het huis, verhuisde naar Ramat Gan en begon met de voorbereidingen om daar een ander huis te laten bouwen. Ondertussen werd het huis in Tel Aviv verhuurd aan een familie uit Zuid-Afrika.
In 1937 droeg zijn vrouw Mania het huis over aan de gemeente als de Bialik House Association, wiens rol het is om het huis te behouden. In ruil voor de woning stelde de gemeente een appartement ter beschikking. Beit Bialik werd kort erna gerenoveerd en opengesteld voor het publiek.

## Architectuur
Het huis werd in 1925 gebouwd door Joseph Minor, een architect die onder Alexander Baerwald had gestudeerd. De twee behoorden tot een groep architecten die probeerden een 'Hebreeuwse stijl' van architectuur te ontwikkelen, door westerse bouwvormen te combineren met stilistische elementen die kenmerkend zijn voor het Midden-Oosten of het oude Israël. Het interieur is in de stijl van de Arts-and-craftsbeweging, de oriëntalistische kenmerken zijn de toren, buitenterrassen, koepels, spitsbogen en het uitgebreide tegelwerk.
Aanvankelijk verzette Bialik zich tegen de bouw van een balkon voor het gebouw aan de straatkant, maar op aandringen van de architect werd het alsnog gebouwd. De meest opvallende tegels bevinden zich in de ontvangstruimte op de eerste verdieping. Enerzijds verbeelden ze de twaalf maanden, anderzijds de twaalf stammen van Israël. Ze werden gemaakt door studenten van de Bezalel-school (niet te verwarren met de Bezalel Academy of Arts and Design in Jeruzalem) en bevatten ontwerpen van schilder Ze'ev Raban.
In de jaren 60 werd er achter het huis een zogeheten 'vrouwenhuis' gebouwd. Dit huis werd vernoemd naar Mania en is bedoeld om vrouwelijke schrijvers te stimuleren en promoten.

## Collectie
Beit Bialik is een archief met originele manuscripten van Bialik, manuscripten die ter recensie zijn gestuurd, veel brieven van volwassenen en kinderen, evenals verschillende drukwerken die in zijn nalatenschap zijn bewaard. Het huis toont tevens schilderijen en sculpturen van Israëlische kunstenaars als Nachum Gutman, Reuven Rubin, Chana Orloff en Shmuel Ovadyahu. Bovendien wordt in het klokkenhuis elk uur het Israëlische volkslied 'Hatikwa' gespeeld.

## Galerij

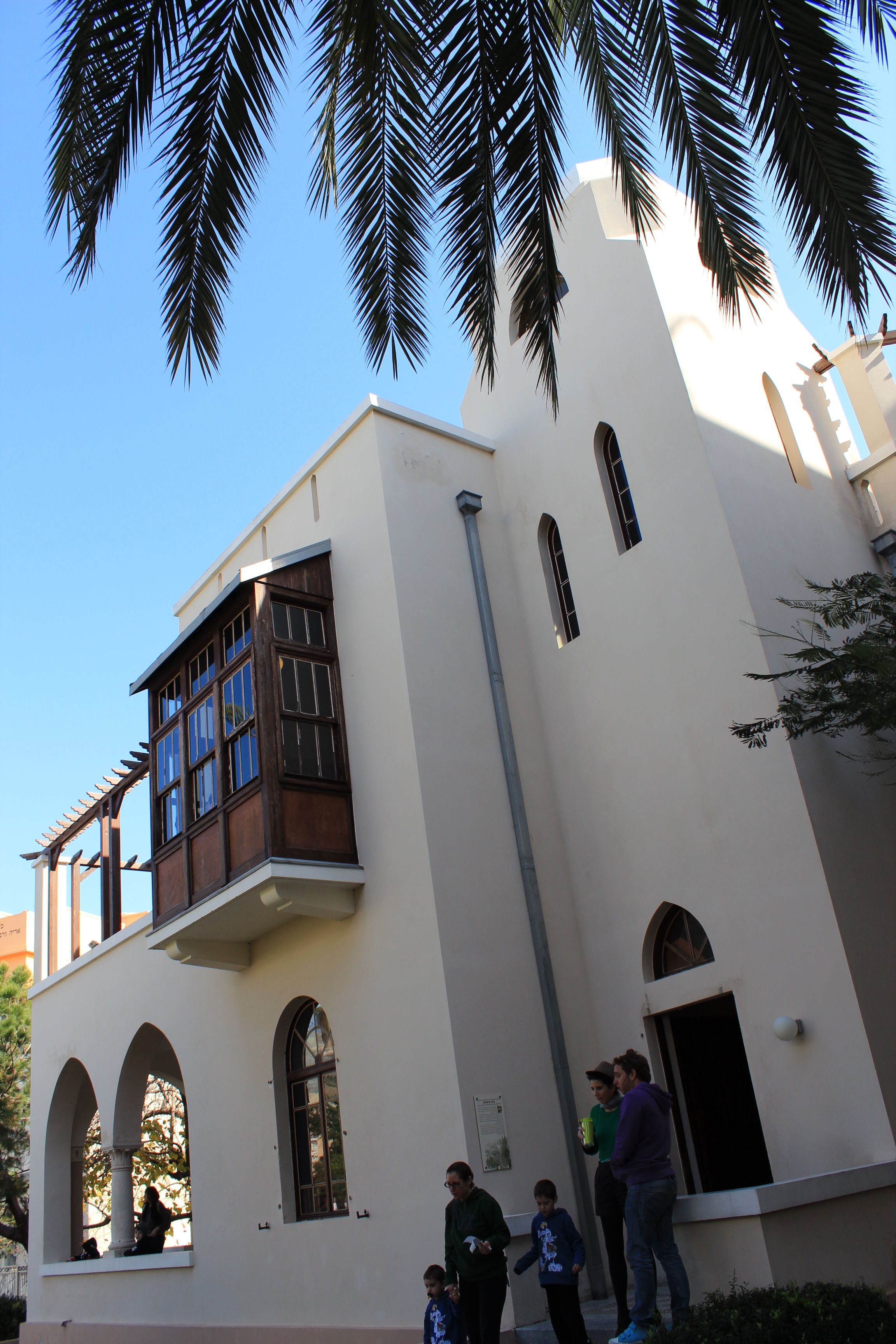
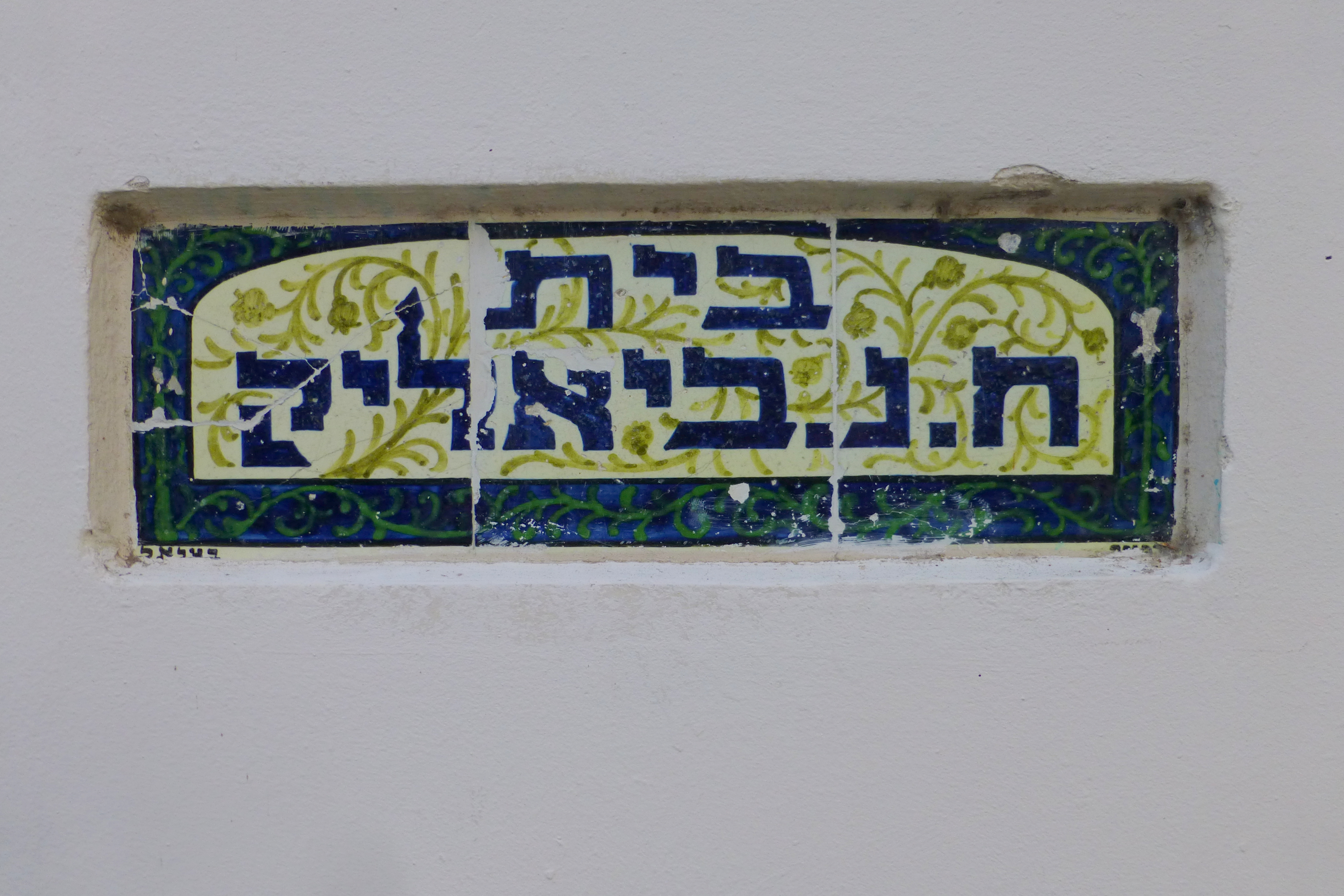
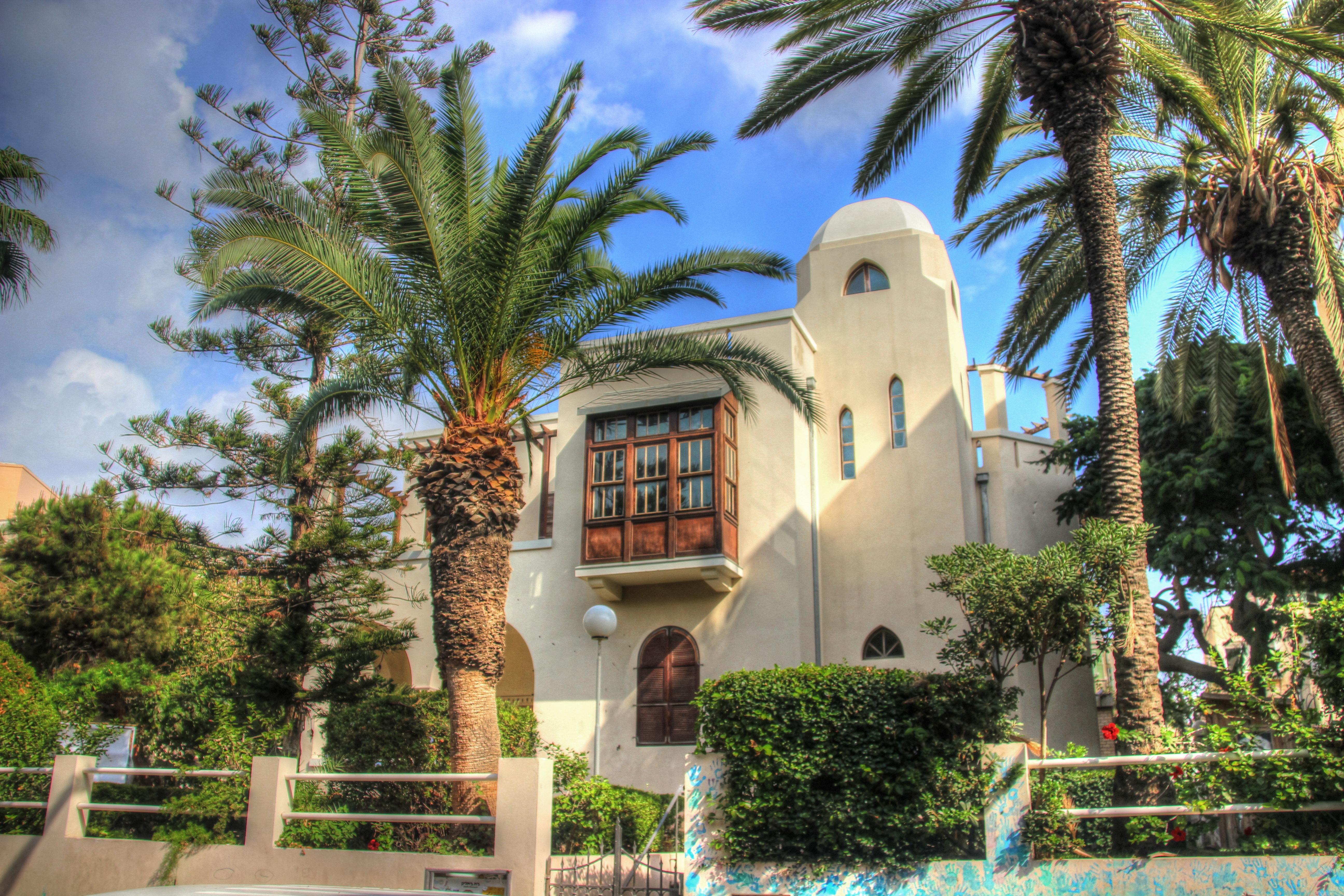
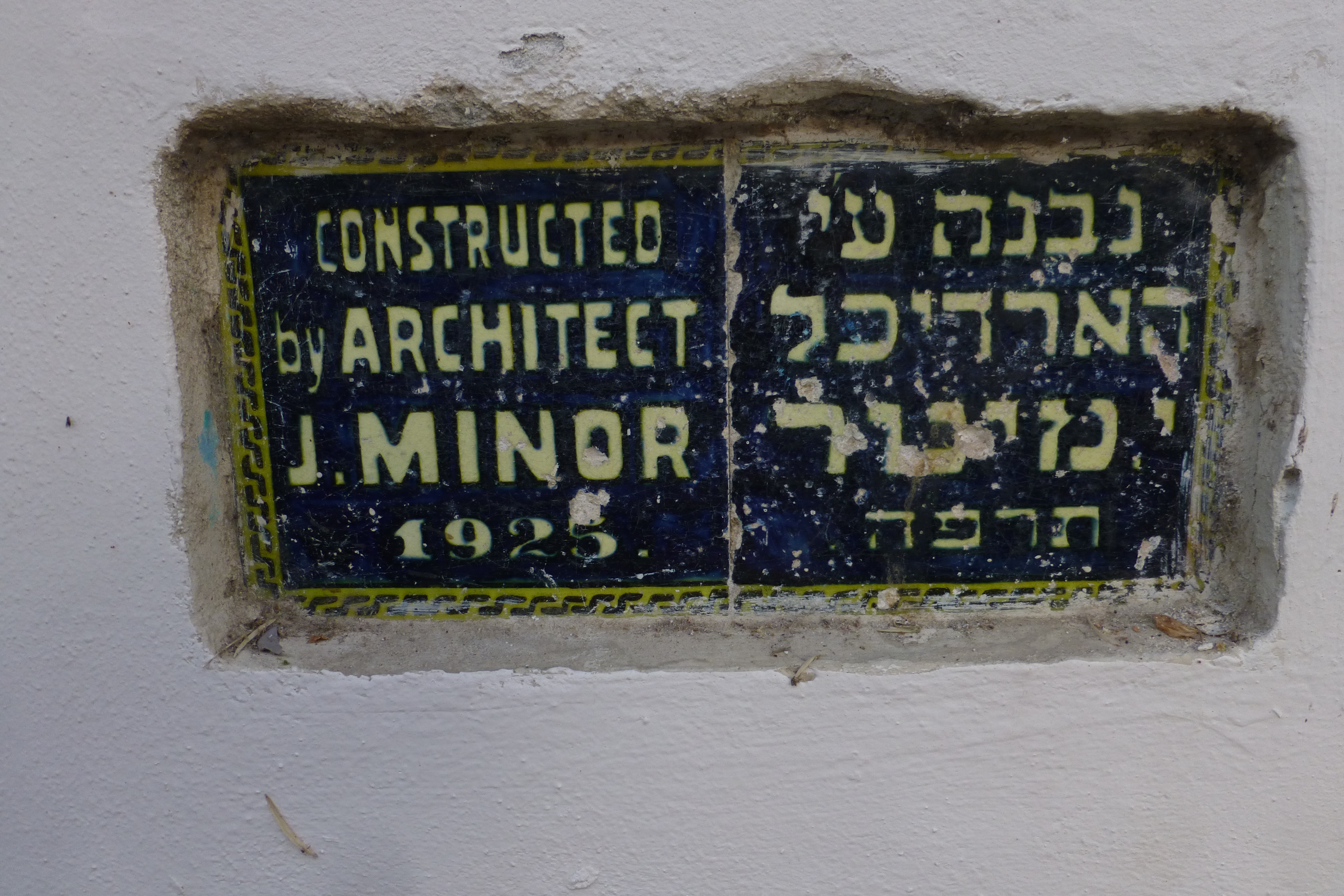
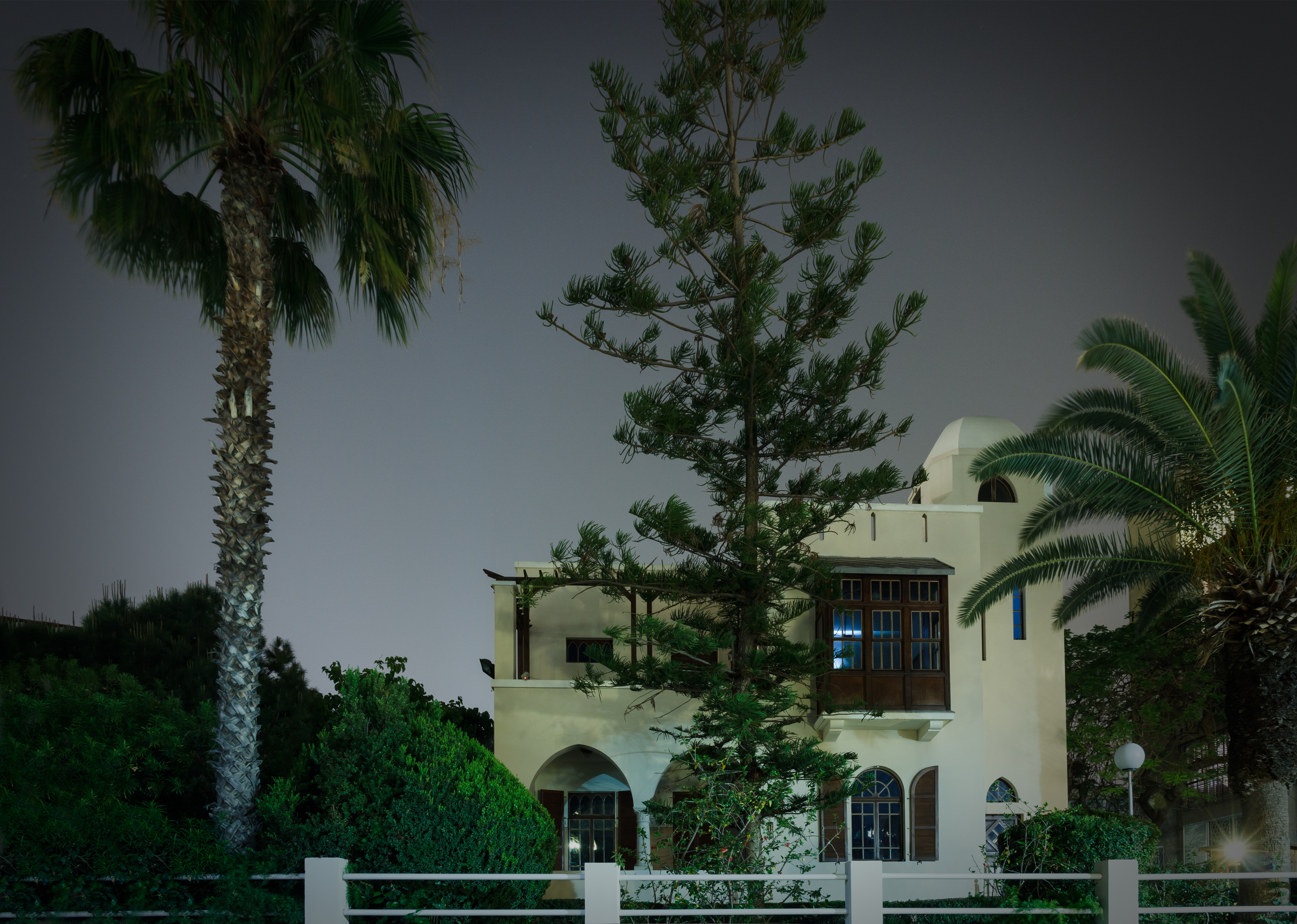